# Kościół Opatrzności Bożej w Kole

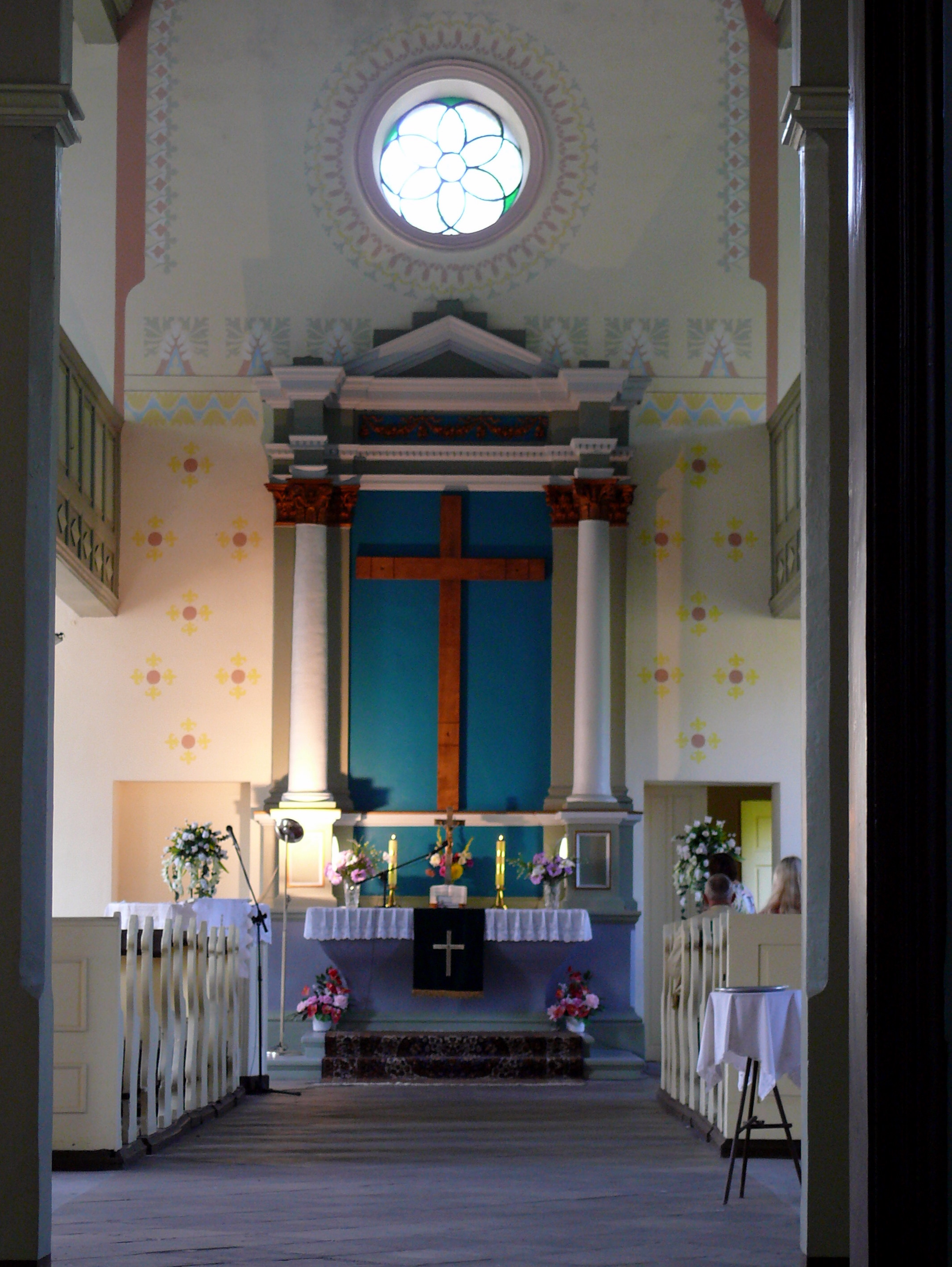
Wnętrze kościoła

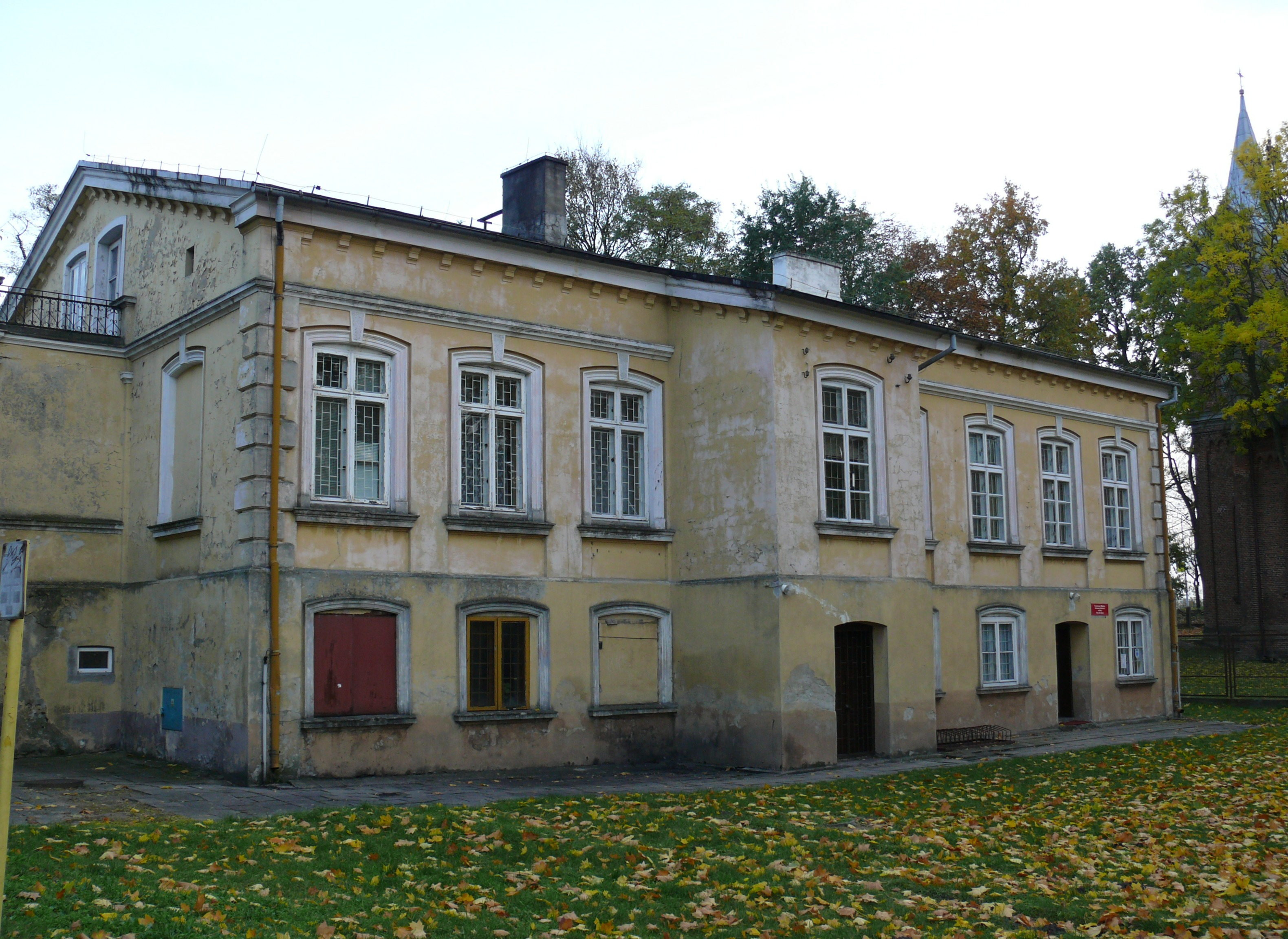
Dawna pastorówka, obecnie nieużywana

Kościół Opatrzności Bożej w Kole – zabytkowa świątynia ewangelicko-augsburska w Kole, w województwie wielkopolskim. Wybudowany został w latach 80. XIX wieku z inicjatywy ks. Ludwika Teichmanna. Ulokowany jest na osiedlu Przedmieście Warszawskie, w pobliżu mostu Warszawskiego.
17 października 1990 roku kościół wraz z pastorówką został wpisany do rejestru zabytków.

## Historia
W drugiej połowie XVI wieku reformacja dotarła na ziemię kolską. Wówczas starostą w Kole był Andrzej, a później Stanisław i Łukasz Górka – wszyscy byli gorliwymi zwolennikami reformy Kościoła. Nabożeństwa odbywały się w kaplicy urządzonej w ich rezydencji. W czasie kontrreformacji ruch reformacyjny w okolicach Koła został praktycznie całkowicie zamarł.
Na nowo ewangelicyzm pojawił się w czasie tzw. osadnictwa olęderskiego, kiedy to wśród przybyłych osadników ze Śląska, Prus i Saksonii większość stanowili luteranie. Osadnictwo ewangelickie miało miejsce w większości we wsiach: Majdany (1779), Police (1785), Budki (1786) i Szarłatowo (1855). Do 1840 roku ewangelicy z Koła na nabożeństwa udawali się do kościołów we Władysławowie lub w Koninie, w 1840 roku staraniem nauczyciela i kantora Karola Daniela Ochmanna zaczęto odprawiać nabożeństwa w budynku szkoły.
W 1835 roku utworzono w Kole filiał podległy parafii ewangelicko-reformowanej (kalwińskiej) w Żychlinie, a w latach 1845–1903 podległy parafii ewangelicko-augsburskiej (luterańskiej) w Turku. W połowie XIX wieku istniał już w Kole cmentarz ewangelicki. 
W latach 40. lub 50. XIX wieku Kolegium Kościelne wydzierżawiło, a w 1857 roku zakupiło od Karola Fleiszera dom przy ulicy Okólnej 130, gdzie urządzono kaplicę. Starania o wybudowanie kościoła prowadzono już od lat 30. XIX wieku – w 1834 i 1840 roku ewangelicy zwracali się z pisemnymi prośbami o pomoc w wybudowaniu świątyni do cara Mikołaja I. Dopiero w 1872 roku zakupiono od miasta plac o powierzchni około 1 morgi. W 1881 roku rada parafialna powołała komitet budowy kościoła, którego przewodniczącym został Friedrich Taubner. 7 czerwca 1882 roku wmurowano kamień węgielny pod budowę. 
W budowę czynnie włączał się hrabia Aleksander Kreutz z Kościelca, który podarował budowniczym kamienie, cegły i deski. W budowie brali udział mieszkańcy Koła, Szarłatowa, Majdan, Konstantynowa, Ruchenny, Budek i Ochli. 15 listopada 1883 roku superintendent Karol Ludwik Teichmann dokonał aktu poświęcenia kościoła. Do kościoła zakupiono organy z 1860 roku, które w 1898 roku wymieniono na nowe.
W latach 1902–1904 zbudowano plebanię (dawniej użytkowaną przez Powiatową i Miejską Bibliotekę Publiczną). Od 1903 roku kościół należał do kolskiej parafii ewangelickiej. W 1926 roku przeprowadzono remont wieży kościelnej, do organów zakupiono także nowe piszczałki. W 1930 roku do kościoła doprowadzono linię elektryczną, a w 1931 roku dach pokryto blachą cynkową, w tym samym roku wybudowano także najprawdopodobniej ogrodzenie kościoła. W 1933 roku wnętrze kościoła pomalowano. 10 czerwca 1934 roku obchodzono jubileusz kościoła, uroczystości przewodniczył Juliusz Bursche, brał w nim także udział wcześniejszy proboszcz kolski – mjr Ryszard Paszko.
W czasie II wojny światowej, podczas walk o Koło, w wieży kościoła umieszczono niemiecki karabin maszynowy, co doprowadziło do zniszczenia wieży i kościoła w wyniku ostrzału artyleryjskiego. Zrujnowany kościół został ograbiony przez żołnierzy Armii Czerwonej, a następnie szabrowników – mieszkańców miasta. Według relacji świadków, z kościoła skradziono żyrandol, obraz z ołtarza oraz rozbito chrzcielnicę i rozmontowano organy. Pozostałe w kościele wyposażenie liturgiczne zostało zdemontowane i zmagazynowane w kościele Podwyższenia Krzyża Świętego, a nadzór nad kościołem przejął Okręgowy Urząd Likwidacyjny w Poznaniu. Dzwony trafiły do parafii katolickich w Osieku Wielkim i Białkowie Kościelnym (według relacji świadków miały znaleźć się w Dobrowie), a ambona do parafii w Dębach Szlacheckich.
31 stycznia 1948 roku kościół został ponownie przekazany ewangelikom. W 1948 roku Zarząd Mienia Kościelnego Diecezji Pomorsko-Wielkopolskiej wyraził w piśmie do starosty kolskiego Jana Oliskiewicza chęć wynajęcia kościoła, do zawarcia umowy jednak nie doszło. Kościół próbowała przejąć Publiczna Średnia Szkoła Zawodowa w celu przeznaczenia go na salę gimnastyczną oraz Centrala Zielarska w Poznaniu w celu założenia w nim magazynu, indywidualni mieszkańcy usiłowali także zakupić kościół w celu jego rozbiórki. 15 września 1949 roku staraniem Ewalda Diesnera konsystorz wyraził zgodę na odbudowę kościoła w Kole, z czym też zwrócono się do starostwa w Kole i Regionalnego Urzędu Planowania Przestrzennego w Poznaniu, który jednak odrzucił propozycję. Mimo to w 1949 roku wykonano nowe drzwi wejściowe do kościoła, zamurowano również wyrwy w murze powstałe w wyniku ostrzału oraz wykonano nową latarnię na kopule wieży.
W 1950 roku urząd wojewódzki zaproponował ewangelikom plac pod budowę nowego kościoła i pastorówki, gdyż dotychczasowe miejsce usytuowania kościoła miało zostać przeznaczone na targowisko. W 1951 roku sprzedaży kościoła zażądała od Zarządu Mienia Kościelnego Dyrekcja Okręgowa Poczty i Telekomunikacji, grożąc jego wywłaszczeniem. 13 grudnia 1952 roku wojewódzka rada narodowa wywłaszczyła kościół na rzecz Poczty Polskiej, orzeczenie o wywłaszczeniu zostało jednak uchylone w 1957 roku. W 1952 roku wykonano nowe okna i drzwi, podjęto także starania o zwrócenie z kolskiej fary ławek, co spotkało się z przychylnością proboszcza parafii katolickiej, ale sprzeciwem kościelnego i do kościoła wróciła tylko część ławek. Pierwsze po wojnie nabożeństwo odprawiono w kościele 1 listopada 1952 roku, a przewodził mu Karol Świtalski.
W latach 70. XX wieku kościół planowano wynająć w celu urządzenia w nim sali gimnastycznej dla pobliskiego Liceum Ekonomicznego. W 1970 roku w kościele założono instalację elektryczną i przeprowadzono remont dachu, a w 1977 roku wymieniono rynny. W 1986 roku naprawiono murowane wieżyczki i dach. Do kościoła wielokrotnie włamywano się, padał ofiarą chuliganów i złodziei.
W czerwcu 1998 roku podjęto prace remontowe, podczas których wzmocniono wieżę, zainstalowano nowy krzyż, naprawiono gzymsy, pokrycie dachowe, rynny i kasetony. 8 czerwca 2001 roku biskup Michał Warczyński dokonał rekonsekracji kościoła, w uroczystości wzięły udział władze lokalne, katolicki biskup Bronisław Dembowski oraz chór „Lutnia”.

## Architektura
Kościół został zbudowany w latach 1882–1883 według projektu Bronisława Schuppe'a, w stylu neogotycykim. Usytuowany jest na planie prostokąta, na osi wschód–zachód; główne wejście znajduje się od wschodniej strony pod wieżą. Kościół ma 31 metrów długości, 12,5 metrów szerokości i 10 metrów wysokości wewnątrz. Dwukondygnacyjna wieża ma wysokość 12,5 metra; pokryta jest blaszanym dachem wieżowym. Wieża udekorowana jest lizenami spiętymi arkadowym fryzem. 
Jest to budowla jednonawowa z małym prostokątnym prezbiterium, do którego przylega zakrystia. Całość wykonana jest z czerwonej cegły. Kościół nakryty jest dachem dwuspadowym, krytym dachówką. 
Wewnątrz kościoła znajduje się chór w kształcie litery „u”, naprzeciw ołtarza znajdowały się na nim organy. W kościele znajdowała się wolnostojąca ambona.

## Duszpasterstwo
Kościół Opatrzności Bożej w Kole jest filiałem parafii ewangelicko-augsburskiej w Koninie. Proboszczem parafii od 2014 roku jest pastor Waldemar Wunsz z Konina.